# Acht principes van yǒng
De Acht principes van Yǒng is een schema dat de 8 gewone strepen toont waarmee in het reguliere Chinese schrift worden geschreven. Al deze acht strepen komen voor in het karakter 永 [yǒng] (eeuwigheid). Men veronderstelde dat het frequent schrijven van dit karakter een beginnend kalligraaf zou helpen zijn schrift te verfraaiën. Elke streep heeft meerdere eigen namen, zoals kan worden gezien in onderstaande tabel. Bestudering van de strepen vergroot ook het begrip van de streepvolgorde.
De acht principes zijn beïnvloed door een eerdere Zeven Krachten (七勢) door de kalligrafe Wei Shuo, ook wel Vrouwe Wei Shuo (衛鑠), zij leefde ten tijde van de Oostelijke Jin-dynastie (317-420). Er zijn een tweetal publicaties bekend over de Acht principes van Yǒng:
- Lof voor de Acht principes van Yong (Chinees: 永字八法頌) door: Liǔ Zōngyuán (柳宗元), hij leefde ten tijde van de Tang-dynastie.
- Uitleg over de Acht principes van Yong (Chinees: 永字八法解) door: Lǐ Puguang (李溥光), hij leefde ten tijde van de Yuan-dynastie. Lǐ heeft de verschillende strepen metaforische tweekarakternamen gegeven.

## De acht strepen vanYǒng
|   | Streep   | Mandarijn Pinyin | Hànzì   | Vertaling         | CJK-naam Pinyin | Hanzi Trad. | Hanzi Ver.    | Vertaling           | Lǐ's naam Pinyin | Hànzì | Vertaling      | Voorbeeld in karakter |
| - | -------- | ---------------- | ------- | ----------------- | --------------- | ----------- | ------------- | ------------------- | ---------------- | ----- | -------------- | --------------------- |
| 1 | Punt     | cè               | 側 / 侧 | Zijkant           | diǎn            | 點          | 点            | Punt                | guài shí         | 怪石  | Vreemde steen  | Punt                  |
| 2 |          | lè               | 勒      | Teugel            | héng            | 橫          | 横            | Horizontaal         | yù àn            | 玉案  | Jaden tafel    | Horizontaal           |
| 3 |          | nǔ               | 努      | Kruisboog         | shù             | 豎          |               | Erect               | tiězhù           | 鐵柱  | IJzeren pilaar | IJzeren staaf         |
| 3 | 弩       | nǔ               | Streven | tiěchǔ            | 鐵杵            | 铁杵        | IJzeren staaf |                     | tiězhù           | 鐵柱  | IJzeren pilaar | IJzeren staaf         |
| 4 |          | tí               | 趯      | Springen          | gōu             | 鉤          | 钩            | Haak                | xièzhuǎ          | 蟹爪  | Krabbenschaar  | Haak                  |
| 5 |          | cè               | 策      | Paardenzweep      | tí              | 挑          |               | Rijzend             | hǔayá            | 虎牙  | Tijgertand     | Rijzend               |
| 5 | tiāo     | cè               | 策      | Paardenzweep      | 提              |             | Opstijgend    |                     | hǔayá            | 虎牙  | Tijgertand     | Rijzend               |
| 6 |          | lüè              | 掠      | Lichtjes passeren | wān             | 彎          | 弯            | Gebogen             | xījiǎo           | 犀角  | Neushoorhoorn  | Gebogen               |
| 7 |          | zhuó             | 啄      | Pikken            | piě             | 撇          |               | Weggooien           | niǎo zhuó        | 鳥啄  | Vogelpikken    | Korte helling         |
| 7 | duǎn piě | zhuó             | 啄      | Pikken            | 短撇            |             | Korte helling |                     | niǎo zhuó        | 鳥啄  | Vogelpikken    | Korte helling         |
| 8 |          | zhé              | 磔      | Ontleden          | nà              | 捺          |               | Krachtig aandrukken | jīndāo           | 金刀  | Gouden dao     | Krachtig aandrukken   |
| 8 | pō       | zhé              | 磔      | Ontleden          | 波              |             | Golf          |                     | jīndāo           | 金刀  | Gouden dao     | Krachtig aandrukken   |

## CJK-namen
Vanwege de internationalisatie worden Chinese, Japanse en Koreaanse karakters gezamenlijk benoemd als CJK-karakters. Het zijn een verzameling van logogrammen ontleend aan de Chinese talen en uit afgeleiden daarvan. Diverse lettertypes voor computers zijn ook specifiek vervaardigd rond deze collectie. Deze bevatten dan: Hanzi, Kanji, Hanja, en Hangul. Soms wordt ook nog Chữ Nho toegevoegd voor het Vietnamees. De CJK-namen in de Acht principes van Yǒng zijn vanwege het internationalere karakter ook louter beschrijvend van aard.